# Paz de Zsitvatorok

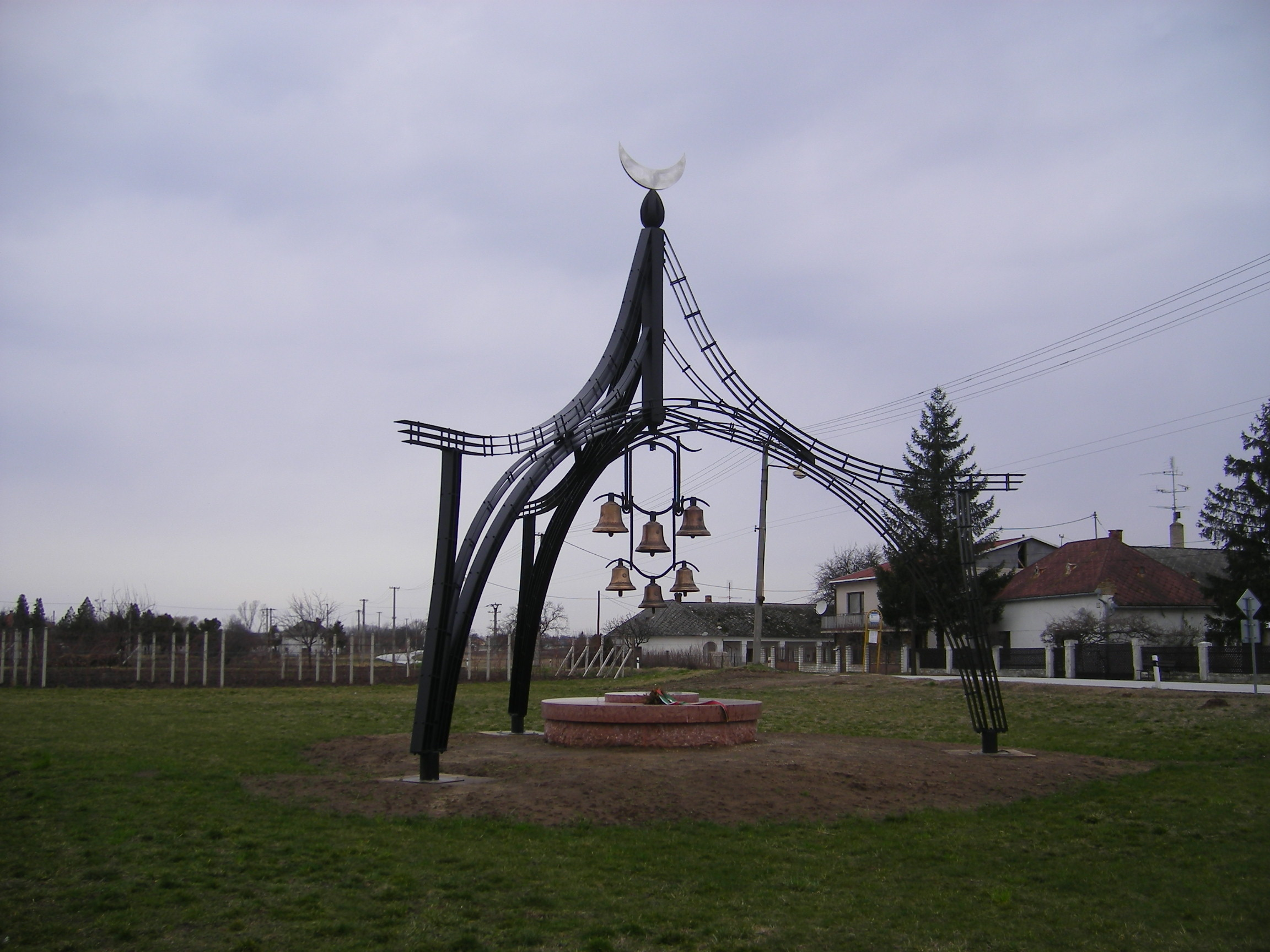
Monumento a la Paz de Zsitvatorok en Radvaň nad Dunajom (Eslovaquia)

La paz de Zsitvatorok (en húngaro: Zsitvatoroki béke; en eslovaco: Žitavský mier; en turco: Zitvatorok Anlaşması) fue un tratado de paz que puso fin a la guerra de los Quince Años entre el Imperio otomano y la monarquía Habsburgo el 11 de noviembre de 1606. El tratado fue parte de un sistema de tratados de paz que puso fin a la revuelta contra la casa de Habsburgo de Stephen Bocskay, conocida como guerra de Independencia de Esteban Bocskai  (1604-1606).
El tratado fue firmado en la antigua desembocadura del río Žitava (en húngaro: Zsitva), que abordaba el Danubio en la Hungría Real (hoy Eslovaquia). Esta localidad se convertiría más tarde en el pequeño asentamiento de Žitavská Tôňun (Zsitvatorok), una parte del municipio de Radvaň nad Dunajom (Dunaradvány).
La paz fue firmada por un término de 20 años y ha sido interpretada de diferentes maneras por los historiadores diplomáticos. Un punto que ha sido muy debatido es si, en el lenguaje del tratado, los otomanos reconocían al soberano de los Habsburgo como un igual del sultán otomano. Las diferencias entre los textos del tratado en turco y húngaro alentaron diferentes interpretaciones. Los húngaros ofrecieron 200.000 florines como tributo único (en vez de los tributos anuales de 30.000 guldens dados antes de la guerra), mientras que el texto otomano preveía que el pago se repetiría después de tres años. El tratado prohibía las campañas de saqueo otomanas en el territorio de la Hungría Real y estipulaba que los asentamientos húngaros bajo el dominio otomano podían recaudar impuestos ellos mismos por medio de los jueces de aldea. Los otomanos también reconocieron el privilegio de "exención de impuestos" de los nobles. Sin embargo, los otomanos nunca cumplieron realmente con estos términos. Los otomanos mantenían además las fortalezas de Eger, Nagykanizsa y Esztergom.
El tratado fue firmado por el sultán Ahmed I y el archiduque Matias de Austria, a pesar de la fuerte oposición por parte del emperador Rodolfo II, hermano de Matias a quien había cedido el gobierno. La incapacidad de los otomanos para penetrar más en el territorio habsburgo (Hungría Real) durante la larga guerra fue una de sus primeras derrotas geopolíticas. Sin embargo, el tratado estabilizó las condiciones en la frontera durante medio siglo en beneficio de ambas partes, no estallando nuevos enfrentamientos hasta la guerra austro-turca (1663-1664). Los Habsburgos se enfrentarían a una seria oposición interna durante los años siguientes. Los otomanos, aparte de la rebelión interna, tenían conflictos abiertos en otras partes de sus fronteras (Polonia y el Imperio safávida).